# Анатра Анаде
Ана́тра Д Анаде (Анатра Д, Anatra D) — літак-розвідник, розроблений на одеському заводі аеропланів Анатра у першій половині XX століття.

## Історія

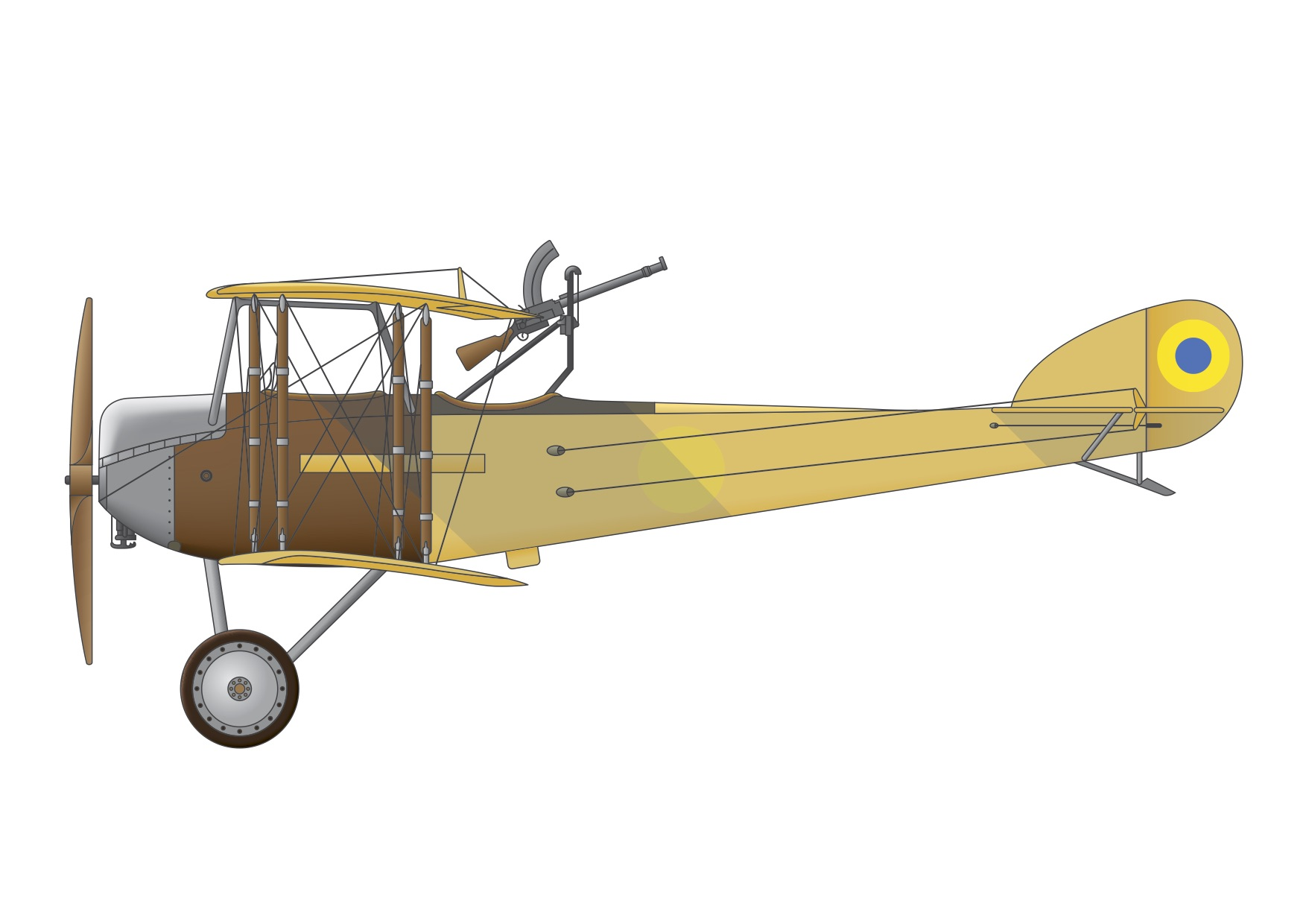
Анатра Анаде, Аеродром Пост-Волинський, Київ, березень-квітень 1918 рік

Двомісний літак-розвідник, побудований в Одесі під час Першої світової війни. Двомісний біплан звичайної конфігурації, в якому пілот і спостерігач розміщувалися в тандемних відкритих кабінах.
Наприкінці 1915 року одеський завод «Анатра» розробив двомісний розвідувальний літак Анатра Д. Сконструйований французьким інженером Елізе Альфредом Деканом (звідси буква «Д» у позначенні) літак створювався на базі трофейного австрійського двомісного біплана Aviatik. Літак Анатра Д, також відомий під назвою «Анаде», був цільнодерев'яним біпланом з полотняною обшивкою всіх поверхонь і хвостовим милицею. Силова установка включала дев'ятициліндровий ротативний двигун Gnome-Rhone Monosoupape потужністю 100 л. с. (74,6 кВт) і в пізніших екземплярах — аналогічний двигун Clerget 9e 130 л. с. (97 кВт). Літаки, оснащені моторами Clerget («Клерже»), одержали позначення «Анаклер» (використовується і назва «Анаклі»).
 «Анаде» здійснив свій перший політ 15 грудня 1915 року. У квітні 1916 року було отримано замовлення на 80 машин, що надійшли до військ для участі в літньому наступі російської армії. Однак при експлуатації виникли проблеми, викликані передньою центровкою (це призводило до затягування пікірування), а також труднощами з управлінням і перегріванням двигунів через недостатню вентиляцію капота. Але загалом льотчики були задоволені літаком. У жовтні 1916 та на початку 1917 року були розміщені замовлення ще на 400 та 300 машин відповідно.
Основною проблемою літака була недостатня міцність крил, викликана нестачею якісної деревини, через що лонжерони доводилося склеювати з коротких брусків. Попри це, виробництво «Анаде» та «Анаклера» тривало до Жовтневого заколоту. Загалом встигли побудувати та здати військовому прийманню 205 літаків.
Продовжував використовуватися в обмеженій кількості після війни, зрештою використовувався як тренажер приблизно до 1919 року.